# 정해룡
정해룡(1965년 ~ )은 몬스터 유니온의 대표이사 사장이다.

## 학력
- 원광중학교
- 남성고등학교
- 연세대학교 철학과 학사

## 경력
- KBS 드라마본부 PD
- KBS 드라마운영팀 CP (차장급)
- 몬스터 유니온 대표이사 사장

## 주요 연출 드라마
- 투명인간 최장수
- 며느리 전성시대
- 제빵왕 김탁구